# Annalise Keating
Annalise Keating Esq. (née Anna-Mae Harkness) est un personnage fictif de la série américaine How to Get Away with Murder. Le créateur de la série, Peter Nowalk, est à l'origine de la création et du développement du personnage. C'est l'actrice américaine Viola Davis qui incarne Keating depuis le début de la série. Annalise est une avocate de la défense pénale réputée mais aussi professeur de droit à l'Université de Middleton. C'est une femme qui jouit d'un certain prestige social et fait preuve d'une personnalité complexe. Le récit principal de la série débute quand Annalise choisit cinq de ses étudiants pour travailler avec elle et que ces derniers se retrouvent mêlés à une affaire de meurtre. Tout au long de la série, Annalise se révèle très protectrice envers ses étudiants, qui deviennent ses alliés, maintenant l'équilibre entre sa vie personnelle et son image publique.

## Élaboration du personnage
Le choix de Viola Davis pour interpréter le rôle principal de la série, le professeur Annalise Keating, a été rendu public le 25 février 2014. Annalise est présentée comme une femme autonome qui a confiance en elle. Elle semble avoir une vie parfaite et est respectée pour son professionnalisme. Les gens la craignent et l'admirent à la fois. Tout au long de la série, elle subit de nombreux changements émotionnels et sa dépendance à l'alcool augmente lorsqu'elle se retrouve impliquée dans plusieurs crimes avec ses associés. 

## Synopsis

### Contexte
Annalise, de son véritable nom Anna Mae Harkness, est la fille d'Ophelia et Mac. Elle a un frère et une sœur, Thelonious et Celestine. Mac, son père, a été absent une grande partie de sa vie. Lorsqu'elle n'était encore qu'une enfant, son oncle Clyde, qui vivait chez les Harkness, l'a agressée sexuellement. Ophelia, la mère d'Annalise, a vu Clyde quitter la chambre de sa fille et a réalisé ce qui s'était passé. Ceci l'a poussée à emmener ses enfants à l'extérieur avant de brûler la maison à l'intérieur de laquelle Clyde dormait encore. Au temps où Annalise était encore étudiante à l'université de droit, elle était en couple avec Eve Rothlo. Elles rompent lorsqu'Annalise tombe amoureuse de Sam Keating, un homme marié qui quitte sa femme pour l'épouser,. 

### Saison 1
Cette saison se déroule chronologiquement avant et après le meurtre de Sam Keating. À travers des analepses, Annalise est présentée en tant que professeure de défense pénale à l'Université de Middleton. Elle choisit les étudiants Laurel Castillo, Michaela Pratt, Connor Walsh, Asher Millstone et Wes Gibbins pour travailler exclusivement dans son cabinet d'avocats, où elle est assistée par ses associés Frank Delfino et Bonnie Winterbottom. Le corps de Lila Stangard, une étudiante disparue depuis des mois, est retrouvé. Il s'avère que le mari d'Annalise, Sam, entretenait une liaison avec Lila avant sa mort. La meilleure amie de Lila, Rebecca Sutter, tombe amoureuse de Gibbins. Le service de police local enquête sur l'ex-petit ami de Rebecca Sutter et de Lila, Griffin O'Reilly. Lorsque Sam commence à soupçonner que Rebecca est au courant de sa relation avec Lila, il devient violent avec elle. Une nuit, alors qu'elle tente de transférer les données de son ordinateur portable sur une clé USB, il l'attaque. Gibbins, Walsh, Pratt et Castillo surgissent afin d'aider Rebecca. Au cours de la confrontation, Michaela pousse Sam par dessus la rampe et ce dernier tombe à l'étage inférieur. Il est présumé mort. Tandis que les cinq étudiants tentent de trouver une solution, Sam, finalement encore en vie, en profite pour bondir et attaquer Rebecca. Wes le frappe à la tête avec un trophée et le tue. Tous ensemble, ils brûlent le corps de Sam dans les bois. Ils agissent avec la complicité d'Annalise qui est au courant du meurtre et les aide à construire un alibi. 
Des scènes montrant la suite des événements révèlent qu'Annalise se mêlera de l'enquête de police concernant l'emploi du temps de Sam au moment de la mort de Lila. Elle parvient à associer son mari à la mort de Lila en rendant leur relation publique. La sœur de Sam, Hannah Keating, arrive en ville lorsque la disparition de son frère est signalée. Elle est en quête de la vérité, et accuse Annalise de mentir à propos de son frère. La dépouille de Sam est retrouvée et Annalise incrimine son amant, Nate Lahey, afin d'éviter l'arrestation de ses étudiants. Toutefois, elle essaie de l'aider à se libérer en lui donnant le numéro de téléphone d'un de ses collègues avocats. À bout nerveusement, Annalise appelle sa mère afin qu'elle puisse la conseiller face à cette épreuve, bien qu'elles entretiennent une relation conflictuelle. Une nuit, Wes appelle Annalise. Il semble effrayé et lui demande de se rendre chez lui. Elle tombe ainsi sur Wes et ses quatre autres étudiants et apprend qu'ils ont ligoté Rebecca avec du ruban adhésif et l'ont enfermée dans la salle de bains : Wes a découvert que Rebecca a menti sur de nombreux points autour de la mort de Lila et en sont venus à la suspecter. Par la suite, le groupe emmène Rebecca dans le sous-sol de la maison des Keating. Ils la gardent captive tout en essayant de monter un dossier contre elle, essayant de l'incriminer dans le meurtre de Lila. Cette théorie s'avère en effet plausible lorsque les étudiants découvrent plusieurs éléments pouvant servir de preuves. Finalement, après de nombreuses recherches, ils ne parviennent pas à monter de dossier faute de preuves concrètes et crédibles. Ils décident alors de laisser partir Rebecca, mais au moment de la libérer, ils découvrent qu'elle s'est enfuie. Annalise accuse Wes de l'avoir laissée s'échapper. En réalité, Rebecca a été tuée par une personne du groupe dont on ignore l'identité, et Annalise et Frank ont gardé le crime secret en dissimulant le corps.

### Saison 2
À la suite de la mort de Rebecca Sutter, Annalise continue ses cours tout en assurant la défense de Caleb et Catherine Hapstall, accusés de l'assassinat de leurs parents adoptifs. Annalise a aussi fait en sorte que Nate soit défendue par Eve Rothlo. Le procès des Hapstall oppose Annalise à Emily Sinclair, jeune procureure ambitieuse qui ne recule devant rien pour faire arrêter Annalise, y compris fouiller dans le passé des Keating 5, jusqu'à ce que le père d'Asher, sur le point d'être destitué de son poste de juge pour corruption, se suicide et qu'Asher ne l'écrase avec sa voiture. En parallèle, les Keating 5 découvrent que Catherine pourrait être impliquée dans l'assassinat de ses parents adoptifs, mais ne parviennent pas à monter un dossier assez solide. Annalise décide donc de maquiller la mort de Sinclair en agression de Catherine et demande à ses assistants de lui tirer dessus ; Wes s'y résout après qu'elle a admis avoir toujours su que Rebecca était morte, mais il est troublé quand, agonisante, elle l'appelle Christophe.
Après le procès, Annalise surveille Wes qui retrace les événements autour du suicide de sa mère et découvre qu'Annalise la connaissait : elle était l'avocate d'un dossier contre une famille puissante et la mère de Wes était un témoin clé qui n'a pas supporté la pression d'Annalise.
Au terme de la saison, Annalise découvre que Frank est le responsable d'un accident de voiture au cours duquel elle a perdu l'enfant qu'elle attendait dix ans plus tôt.

### Saison 3
Encore affectée par la mort de Wallace Mahoney et la disparition de Frank, Annalise met en place une clinique juridique où ses étudiants pourront donner bénévolement leur aide. Afin de retrouver son ancien homme de mains, Annalise demande à Laurel Castillo de se rapprocher de son père, Jorge Castillo, homme d'affaires à la tête d'une société informatique spécialisée dans l'espionnage aux méthodes mafieuses.
Peu à peu, l'alcoolisme d'Annalise devient évident et problématique. Elle trouve un début de soutien avec Soraya Hargrove, membre du conseil d'administration de l'université de Middleton qui partage le même trouble.
Plus tard, Annalise découvre que sa maison a pris feu, que Wes a été retrouvé mort à l'intérieur, avec Laurel, enceinte de Wes, blessée et inconsciente. L'avocate est vite accusée d'être la responsable et passe quelques jours en prison mais elle parvient à prouver son innocence, tout en découvrant que le bureau du procureur Denver mène une enquête secrète contre Annalise depuis le meurtre de Sam ; malgré la demande de Laurel, Annalise se libère des accusatiosn en utilisant un message vocal de Wes dans lequel il avouait la mort de Sam.

### Saison 4
Annalise a perdu sa licence de droit et doit suivre une thérapie avec le Dr Isaac Roa pour la récupérer et guérir de son alcoolisme. En parallèle, elle se lance dans le plus gros dossier de sa carrière : demander un recours devant la Cour Suprême pour obtenir la libération de détenus n'ayant pas eu une défense lors de leur procès et donc condamné à des peines trop lourdes, que le procureur Todd Denver veut voir échouer. Laurel mène l'enquête sur la mort de Wes, et Annalise essaie de l'empêcher d'aller trop loin, surtout quand elle découvre que Wes a été tué sur ordre de son père Jorge.
En aidant la directrice Hargrove, Annalise se rapproche du cabinet Caplan & Gold, où elle retrouve ses anciens étudiants et Tegan Price, avocate et associée ambitieuse.
Le soir d'une réception à Caplan & Gold, Laurel a ses premières contractions alors qu'elle est coincée dans l'ascenseur de l'immeuble d'Annalise, et c'est cette dernière qui l'aide à accoucher de son fils. Mais à peine la mère et le nouveau-né arrivent à l'hôpital que Jorge Castillo obtient la garde de l'enfant. Tout en s'attaquant à la famille Castillo, Annalise continue de monter son recours et trouve un visage pour l'incarner en Nate Leahy Sr., marqué par 32 ans de détention et de violence.

### Saison 6
Des scènes de prolepse montrant la suite des évènements révèlent qu'Annalise semble être décédée dans des circonstances inconnues. Des funérailles sont organisées en son honneur. De retour dans le présent, Annalise doit faire face à une enquête du FBI. Elle est accusée d'être responsable de la mort de Sam Keating, Ronald Miller, Asher Millstone, Rebecca Sutter, Emily Sinclair et Caleb Hapstall. Le FBI fait pression sur Annalise qui doit de plus faire face à ses propres démons. Elle est forcée de réévaluer ses choix dans la vie. Finalement, elle est disculpée après une ardente plaidoirie dans laquelle elle finit par avouer les crimes qu'elle a commis et s'ouvre au monde pour la première fois. Quelques minutes plus tard, Frank tue le gouverneur responsable de l'arrestation d'Annalise et de l'assassinat du père de Nate. Cela déclenche une fusillade. Annalise y perd ses deux associés, Frank et Bonnie, qui se font tous les deux tuer. 
Il apparaît ensuite que les prolepses révélant la suite des événements dans lesquels nous voyions les funérailles d'Annalise, ont en réalité lieu de nombreuses années après qu'elle a vécu une longue vie aux côtés de Tegan Price. Parmi les gens présents dans l'assemblée se trouvent Ève, Laurel, Connor, Oliver et Christopher Castillo, le fils de Wes et Laurel. Après les funérailles d'Annalise, Christopher, qu'elle avait pris sous son aile tout au long de sa vie, reprend son ancien cours de droit. Il nomme ce cours : How to Get Away With Murder (comment échapper à une condamnation pour meurtre) en l'honneur d'Annalise. Tandis que Christopher commence son premier cours, il aperçoit Annalise parmi les élèves. Elle lui sourit pendant un moment avant de disparaître.

## Récompenses
Viola Davis a remporté en 2015 le Primetime Emmy Award de la meilleure actrice principale dans une série dramatique pour sa performance en tant que Keating. Elle a également remporté deux SAG Awards pour la meilleure performance féminine dans une série dramatique,, et un NAACP Image Award de la meilleure actrice dans une série dramatique, ainsi que deux nominations aux Golden Globe pour le titre de la meilleure actrice. 